# Expédition Eulenburg
Pour les articles homonymes, voir Eulenburg.

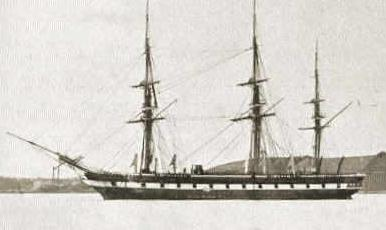
La SMS Arcona.

L'expédition Eulenburg est une mission diplomatique conduite par Friedrich Albrecht zu Eulenburg pour le compte de la Prusse et de l'union douanière allemande en 1860-1862. Son but était d'établir des relations commerciales et diplomatiques avec la Chine, le Japon et le Siam.

## Contexte
En 1859, le prince Guillaume de Prusse, qui assurait la régence du pouvoir à la place de son frère gravement malade Frédéric-Guillaume IV, nomme le comte Friedrich Albrecht d'Eulenburg à la tête d'une mission prussienne en Extrême-Orient.
Les principaux participants de cette expédition sont le comte zu Eulenburg, Lucius von Ballhausen (de) (docteur), Max von Brandt (attaché), Wilhelm Heine (peintre), Karl Eduard Heusner, Fritz von Hollmann, Reinhold von Werner, Ferdinand von Richthofen et Gustav Spiess.
L'expédition dispose de trois navires de guerre provenant de l'escadre prussienne d'Extrême-Orient, la SMS Arcona, la SMS Thetis et la SMS Frauenlob.

## Japon
Avant que l'expédition n'arrive au Japon, la goélette Frauenlob coule dans un typhon au large de Yokohama le 5 septembre 1860, il n'y a aucun survivant parmi les cinq officiers et les quarante-deux hommes d'équipage. Le reste de l'expédition décide de jeter l'ancre dans la baie d'Edo. Les négociations avec le Bakufu durent alors plusieurs mois.
Avant la signature finale du traité, le comte Eulenburg connaît un nouveau revers. Durant les tractations, il est assisté de Heusken, un interprète américano-hollandais qui travaillait en temps normal aux côtés du consul américain Townsend Harris. Après avoir dîné avec le comte le soir du 5 janvier 1861, Heusken se rend à la légation américaine au Zenpuku-ji à Edo. Il est accompagné de trois officiers montés et quatre valets portant des lanternes. La petite troupe tombe alors dans une embuscade tendue par sept Ishin Shishi du domaine de Satsuma. Une lutte s'ensuit et Heusken est mortellement blessé. Il parvient tant bien que mal à grimper sur un cheval et part au galop vers la légation américaine qui se trouvait à seulement 200 mètres. Malgré les efforts des médecins qui s'occupent de lui, Heusken meurt de ses blessures plus tard dans la nuit.
Ce drame n'a pas entravé la bonne tenue des négociations, et, au bout de quatre mois, le comte Eulenburg et les représentants du Bakufu signent un traité d'amitié, de commerce et de navigation le 24 janvier 1861. Le traité s'inspire de traités commerciaux que le Japon avait signés avec d'autres puissances occidentales et qui furent plus tard appelés les « traités inégaux ».

## Chine
En mai 1861, l'expédition Eulenburg arrive à Tientsin, où le comte Eulenburg commence des négociations avec le Zongli Yamen en vue d'un traité commercial avec l'empire des Qing. Ce n'est pas une bonne période pour le géant asiatique, depuis que la Grande-Bretagne et la France avaient occupé Pékin pendant la seconde guerre de l'opium et que l'empereur Xianfeng est toujours en exil à Chengde. Les négociations durent trois mois et l'empereur meurt fin août. Finalement, le 2 septembre 1861, le comte Eulenburg et Chonglun, le représentant des Qing, signent un traité commercial qui est calqué sur le traité de Tientsin. La Prusse représente alors toute l'union douanière allemande et c'est ce traité qui régit les relations entre l'Allemagne et la Chine jusqu'à la fin de la Première Guerre mondiale quand la Chine le rejette en 1917.

## Siam
Lorsque l'expédition arrive au Siam, la délégation est attendue par le roi Mongkut depuis déjà un an. Il « exprima sa joie et s'enquit du nombre et de la taille des navires prussiens, et immédiatement après si les Prussiens possédaient des colonies ou s'ils avaient l'intention d'en former ». La réponse fut négative, ce qui « le consola : il était d'autant plus heureux de gagner de nouveaux amis désintéressés que les relations avec les anciens étaient devenues difficiles » (Fritz comte d'Eulenburg). Le 17 février 1862, après une longue période, le comte Eulenburg signe enfin le traité au nom de la Prusse, de l'union douanière allemande et du Mecklembourg.

## Postérité
Plusieurs participants à l'expédition, dont le comte Eulenburg lui-même, ont écrit des comptes rendus pendant le voyage. Plus tard, Ferdinand von Richthofen a fait remarquer que parmi les soixante-quatre officiers navals de l'expédition, vingt-trois furent promus dans les années qui suivirent.
Les photographies du séjour au Japon constituent une source importante de référence de l'époque.

### Commémorations
Le 150e anniversaire des relations entre l'Allemagne et le Japon commémorent l'expédition Eulenburg et les conséquences à court et long termes du traité d'amitié et de commerce signé par les négociateurs japonais et allemands. D'automne 2010 à automne 2011, des célébrations furent organisées en Allemagne et au Japon dans l'espoir « d'"entretenir les trésors de notre passé commun" afin de construire un pont vers l'avenir ».